# Polia serratilinea
Polia serratilinea là một loài bướm đêm trong họ Noctuidae.